# Małyk Meczit
Małyk Meczit (bułg. Малък Мечит) – szczyt w paśmie górskim Riła, w Bułgarii, o wysokości 2535 m n.p.m.